# Marcelo Trivisonno
Marcelo Trivisonno (8 juni 1966) is een voormalig Argentijns voetballer.

## Carrière
Marcelo Trivisonno speelde tussen 1992 en 1993 voor Urawa Red Diamonds.

## Statistieken

### J.League
| Seizoen | Club       | Competitie | J.League | J.League | J.League Cup | J.League Cup | Totaal | Totaal |
| Seizoen | Club       | Competitie | Wed.     | Dlp.     | Wed.         | Dlp.         | Wed.   | Dlp.   |
| ------- | ---------- | ---------- | -------- | -------- | ------------ | ------------ | ------ | ------ |
| 1992    | Urawa Reds | J1 League  | -        | -        | 9            | 0            | 9      | 0      |
| 199     | Urawa Reds | J1 League  | 26       | 0        | 2            | 0            | 28     | 0      |
| Totaal  | Totaal     | Totaal     | 26       | 0        | 11           | 0            | 37     | 0      |